# Pivnice (Bačka Palanka)
Pour les articles homonymes, voir Pivnice.
Pivnice (en serbe cyrillique : Пивнице ; en hongrois Pincéd), est une localité de Serbie située dans la province autonome de Voïvodine. Elle fait partie de la municipalité de Bačka Palanka dans le district de Bačka méridionale. Au recensement de 2011, elle comptait 3 337 habitants.
Pivnice est officiellement classé parmi les villages de Serbie.

## Géographie

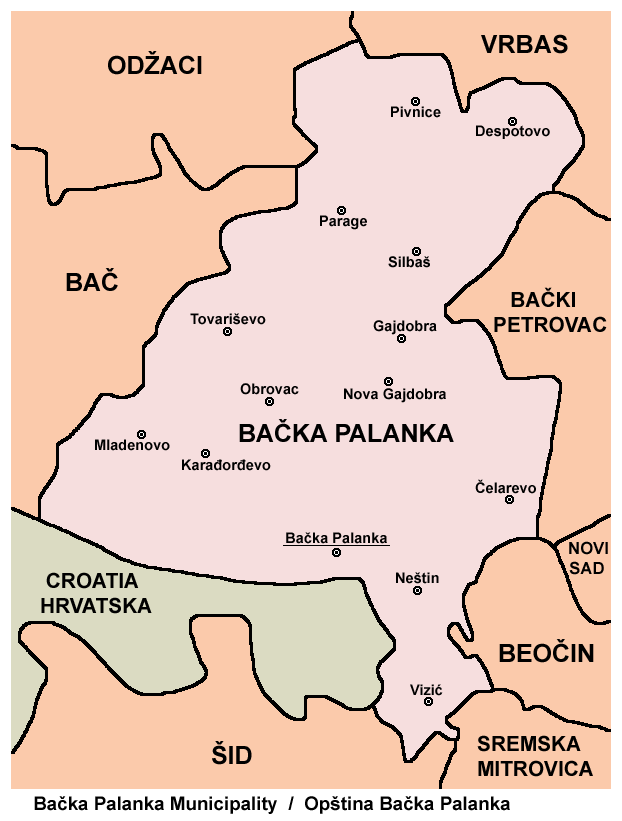
Localisation de Pivnice dans la municipalité de Bačka Palanka

La Jegrička, un affluent gauche de la Tisa, prend sa source non loin de cette localité.

## Histoire
Pivnice est mentionné pour la première fois en 1650 sous le nom de Pivnica. À l'époque, le village était habité par des Serbes et des Slovaques ; les Serbes nommaient le village Pivnice et les Slovaques Pivnica, tandis qu'il était appelé Pinzed par les Hongrois et Piwnitza par les Allemands. Dans les environs, se trouvaient les villages serbes de Gola Dobra, Radojević et Santovac. À la suite de la grande migration de 1690, conduite par le patriarche Arsenije III Čarnojević, de nombreux Serbes venus du Kosovo, de Métochie, du nord de la Macédoine, du nord du Monténégro et de la Raška, vinrent s'installer à Pivnice. Au moment de la révolte hongroise de François II Rákóczi (1703-1711), d'autres Serbes virent encore s'y installer, fuyant les environs de Pécs et le nord de la Baranya.
L'actuelle église orthodoxe du village fut construite en 1754 et une école serbe ouvrit ses portes, également en 1754. Mais, progressivement, un grand nombre de Serbes partirent s'installer à Bačka Palanka, Novi Sad, Sombor, Odžaci, Kula, Vrbas, dans la région de la Šajkaška, en Syrmie, dans le Banat et même à Belgrade. Parallèlement, à la fin du XVIIIe siècle, des populations slovaques venues des environs de Veszprém  et de Székesfehérvár, en Hongrie, vinrent s'établir dans la localité[réf. nécessaire]. La première école où l'on enseignait en langue slovaque fut créée à la fin des années 1790. L'actuelle église évangélique slovaque fut construite entre 1824 et 1826. De nombreuses populations germaniques virent également habiter Pivnice, en provenance de l'empire d'Autriche puis de l'Autriche-Hongrie. Un temple évangélique allemand fut construit en 1898, mais détruit en 1946, quand les Allemands durent quitter la ville à la suite des événements de la Seconde Guerre mondiale. La localité possédait également une synagogue ; désaffectée, elle a été démolie en 2002[réf. nécessaire].

## Démographie

### Évolution historique de la population
| 1948  | 1953  | 1961  | 1971  | 1981  | 1991  | 2002  | 2011  |
| ----- | ----- | ----- | ----- | ----- | ----- | ----- | ----- |
| 5 425 | 5 653 | 5 541 | 5 162 | 4 820 | 4 361 | 3 835 | 3 337 |

|  |

### Données de 2002
Pyramide des âges (2002)
En 2002, l'âge moyen de la population était de 37,4 ans pour les hommes et de 41 ans pour les femmes.
Répartition de la population par nationalités (2002)
En 2002, les Slovaques représentaient environ 76,5 % de la population ; le village possédait également une minorité serbe (18,3 %).

### Données de 2011
En 2011, l'âge moyen de la population était de 43,2 ans, 41,4 ans pour les hommes et 45 ans pour les femmes.

## Culture
Chaque année depuis 1966, en janvier, l'association culturelle Pivnica organise un festival de chansons traditionnelles slovaques appelé Rencontres de Pivnice (en serbe : Susreti u pivničkom polju) ; en 1975, le village a accueilli le festival de danse slovaque Tancuj, tancuj.

## Tourisme
L'église orthodoxe la Dormition-de-la-Mère-de-Dieu a été construite en 1754 ; elle est inscrite sur la liste des monuments culturels de grande importance de la république de Serbie

## Personnalités
L'historien et théologien Lazar Mirković (1885-1968), qui a participé à la fondation de la Faculté de théologie de l'Université de Belgrade, est né dans le village. L'écrivain et critique littéraire Jovan Skerlić (1877-1914) était, par sa mère, lié à Pivnice. Momčilo Grubač, professeur de droit et ancien ministre est originaire du village.